# Йосино (посёлок)

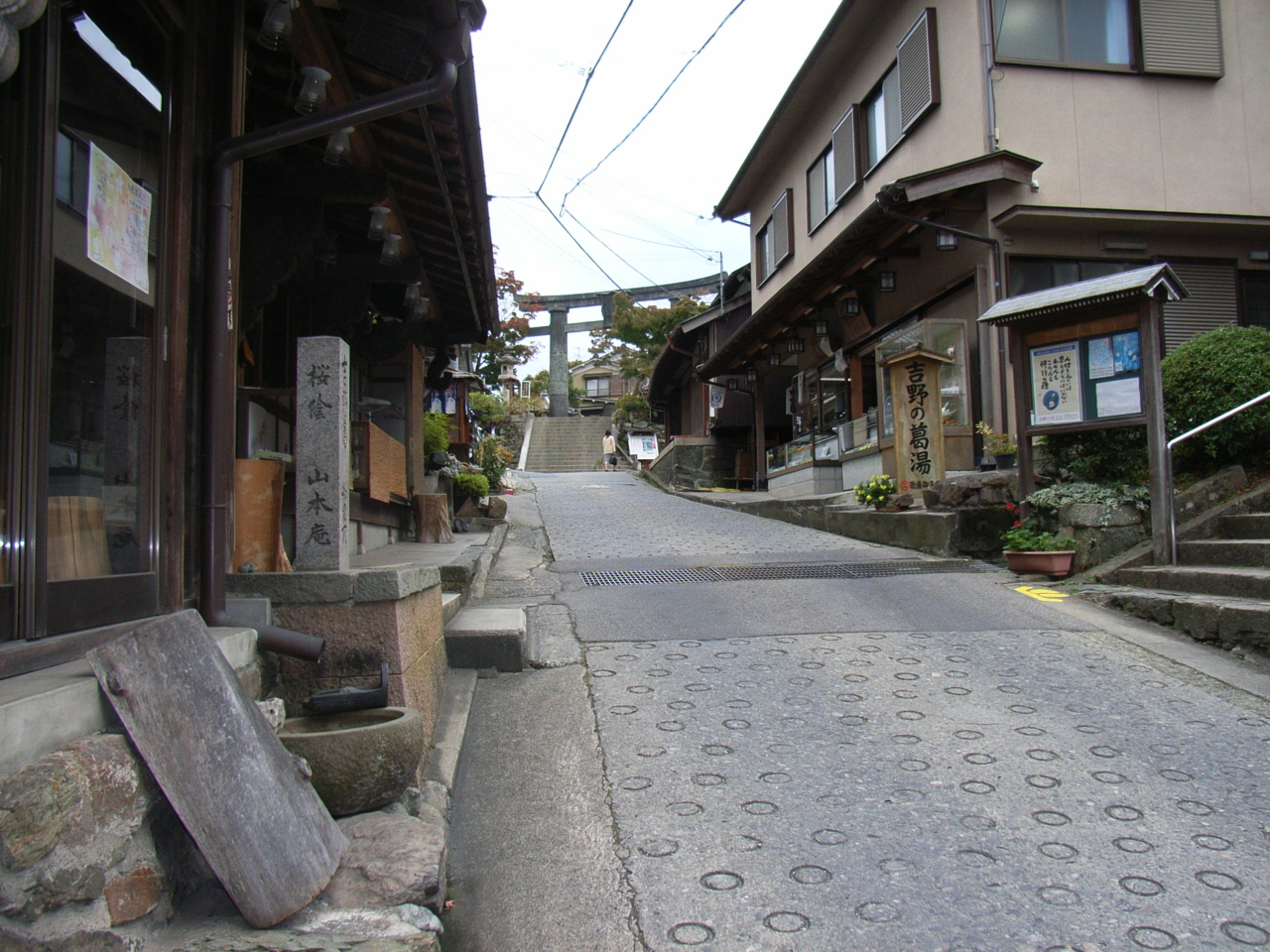
Йосино, улицы

Йосино на карте префектуры Нара

Йосино (яп. 吉野町 Ёсино-тё:) — посёлок в Японии, входящий в уезд Йосино префектуры Нара.
Площадь посёлка составляет 95,65 км², население — 7729 человек (1 августа 2014), плотность населения — 80,81 чел./км². Йосино считается местом происхождения древней императорской фамилии, поэтому очень почитается японцами.

## Религиозный центр
Йосино является центром синкретической религии сюгэндо, сочетающей буддизм, синто и элементы даосизма. В отличие от буддизма, сюгэндо делает упор на аскетизме. От Йосино начинается тропа пилигримов (сторонников сюгэндо) к горе Омине, обычно исходным пунктом является деревня Тенкава.
Также от Йосино отходит древняя тропа паломничества Кумано-кодо к синтоистским святилищам Кумано-Хонгу-тайся, Кумано-Хаятама-тайся и Кумано-Нати-тайся.

## Достопримечательности
На горе Йосино вокруг города растёт 100 000 деревьев сакуры. Они высажены на разных высотах так, что весной они расцветают чередуясь в течение долгого периода. Весной, особенно в апреле, Йосино посещают ежедневно тысячи туристов, чтобы наблюдать цветение сакуры. На гору ведёт канатная дорога.
В состав посёлка входит храм Кимпусэн-дзи, центр религии сюгэндо. Главный зал храмового комплекса — Дзао-до — одно из крупнейших деревянных храмов мира, входит во Всемирное наследие ЮНЕСКО. В Йосино также расположены две синтоистские кумирни — Ёсимидзу-дзиндзя, связанная с императором Го-Дайго, и Ёсино-дзингу, построенная в память об императоре Го-Дайго; могила императора Го-Дайго, руины императорского дворца, многочисленные храмы, памятные места, могилы и кумирни, горячие источники в горах.